# Monkey Love
Monkey Love es una película de romance y comedia de 2002, dirigida por Mark Stratton, escrita por Dave Eisenstark, musicalizada por Marlene Hajdu, a cargo de la fotografía estuvo Jinho Kim y los protagonistas son Jeremy Renner, Seamus Dever y Amy Stewart, entre otros. El filme fue realizado por 20 Max Films, Allumination Filmworks y Bigmaster+, se estrenó el 12 de junio de 2002.

## Sinopsis
Para darle sentido a su vida para nada divertida, Amy, alumna de último año de la facultad, tiene sexo con Aaron y Dil, sus dos mejores amigos desde hace años. Pero sus objetivos bien planeados transforman su trío maravilloso en un torbellino de emociones atiborradas.